# Stéphanos II Ghattas
Stéphanos II (Andraos) Ghattas, CM (Cheikh Zein-el-Dine, 16 de janeiro de 1920 — Cairo, 20 de janeiro de 2009) foi um eparca da Igreja Copta Católica. De 1986 a 2006 serviu como Patriarca Copta Católico de Alexandria. Ele também foi cardeal. Seu processo de canonização foi iniciado.

## Biografia
Ghattas nasceu Andraos Ghattas na aldeia de Cheikh Zein-el-Dine na província de Girga (agora parte da província de Sohag), Egito.  Sentindo-se chamado para servir como padre, quando adolescente entrou no seminário menor da Igreja Copta no Cairo, depois fez estudos em uma escola secundária jesuíta na cidade. Ele então foi para Roma, onde estudou na Pontifícia Universidade Urbaniana, obtendo doutorado em teologia e filosofia. Ele foi ordenado lá em 25 de março de 1944. Ele então retornou ao Egito, onde lecionou em seminários coptas no país, primeiro em Tahta, depois em Tanta.
Em 1952, Ghattas entrou na Congregação da Missão, fazendo seu ano de noviciado na França. Ele então serviu no Líbano por seis anos, após os quais foi enviado para Alexandria, onde foi Superior dos Vicentinos no Egito. Ele foi escolhido para ser o Bispo Copta de Luxor em 8 de maio de 1967 e consagrado em 9 de junho de 1967 em Alexandria pelo Cardeal Stephanos I Sidarouss, Patriarca Copta de Alexandria. Ele foi eleito patriarca em 8 de junho de 1986. O Papa João Paulo II concedeu-lhe a comunhão eclesiástica em 23 de junho de 1986.
O Papa João Paulo II nomeou-o cardeal da Igreja Católica em 2001. Como ele já tinha passado da idade legal de 80 anos na época, ele não pôde participar do Conclave de 2005.
Ghattas aposentou-se do cargo patriarcal em março de 2006, e seu sucessor, Antonios Naguib, foi eleito em 30 de março de 2006. 
Ghattas morreu no Cairo, onde se tinha retirado, a 20 de Janeiro de 2009, quatro dias após o seu 89º aniversário, e foi sepultado na Catedral de Nossa Senhora do Egipto, no Cairo.